# Hétérographe
Hétérographe est une ancienne revue littéraire suisse romande semestrielle, diffusée en France, Suisse et Belgique de 2009 à 2013.

## Description
Fondée en 2009 par Lou Lepori, elle propose un espace de questionnement consacré aux questions de genre et aux thématiques LGBT,, à travers des textes inédits, des entretiens, des essais et des comptes rendus (livres, dvd) : « La littérature a la capacité de faire bouger la langue et cette langue est aussi celle qu’on utilise pour fixer des lois, et pour définir les injonctions sociales, familiales ou sexuelles. ». Son sous-titre (« Revue des homolittératures ou pas : ») indique un positionnement intellectuel et créatif queer, et plusieurs penseurs de cette mouvance ont contribué ou ont été interviewés par la revue : notamment Judith Butler, François Cusset, Didier Eribon, Marcela Iacub, Françoise Sironi, Dennis Cooper, Coco Fusco, Agnès Giard.
La revue cesse de paraître en 2013, mais ses dix numéros restent disponibles en téléchargement libre sur son site,.

## Auteurs
Chaque numéro présente des textes littéraires inédits d’auteurs francophones (Claudine Galéa, Alban Lefranc, Gilles Sebhan, Laurent Herrou, Philippe Rahmy) ou en traduction française (Emma Donoghue, Lawrence Ferlinghetti, Qiu Miaojin, Sharon Olds, Michał Witkowski, Rómulo Bustos Aguirre, Lucy Kirkwood), mais également des textes sortis d’archives et jamais publiés auparavant (Sandro Penna, Grisélidis Réal, Leonid Dobytchine, Georges Borgeaud, Yéghiché Tcharents, Tony Duvert). La revue propose aussi des numéros thématiques : « Enfance », (numéro 6,, avec Claude Ponti, Cathy Ytak, Anne Percin, …), « Migrations » (numéro 8, avec Jean Sénac, Gloria Anzaldua, Pedro Lemebel), "Animalité" (numéro 10 avec W.H.Auden, Kettly Mars, Yorgos Ioannou, Fabio Pusterla).
Chaque numéro accueille un cahier d’images, avec une carte blanche offerte à un artiste plasticien (photographe ou dessinateur) : Emmanuelle Antille, Martial Leiter, Albertine Zullo…